# Гонконзький парк

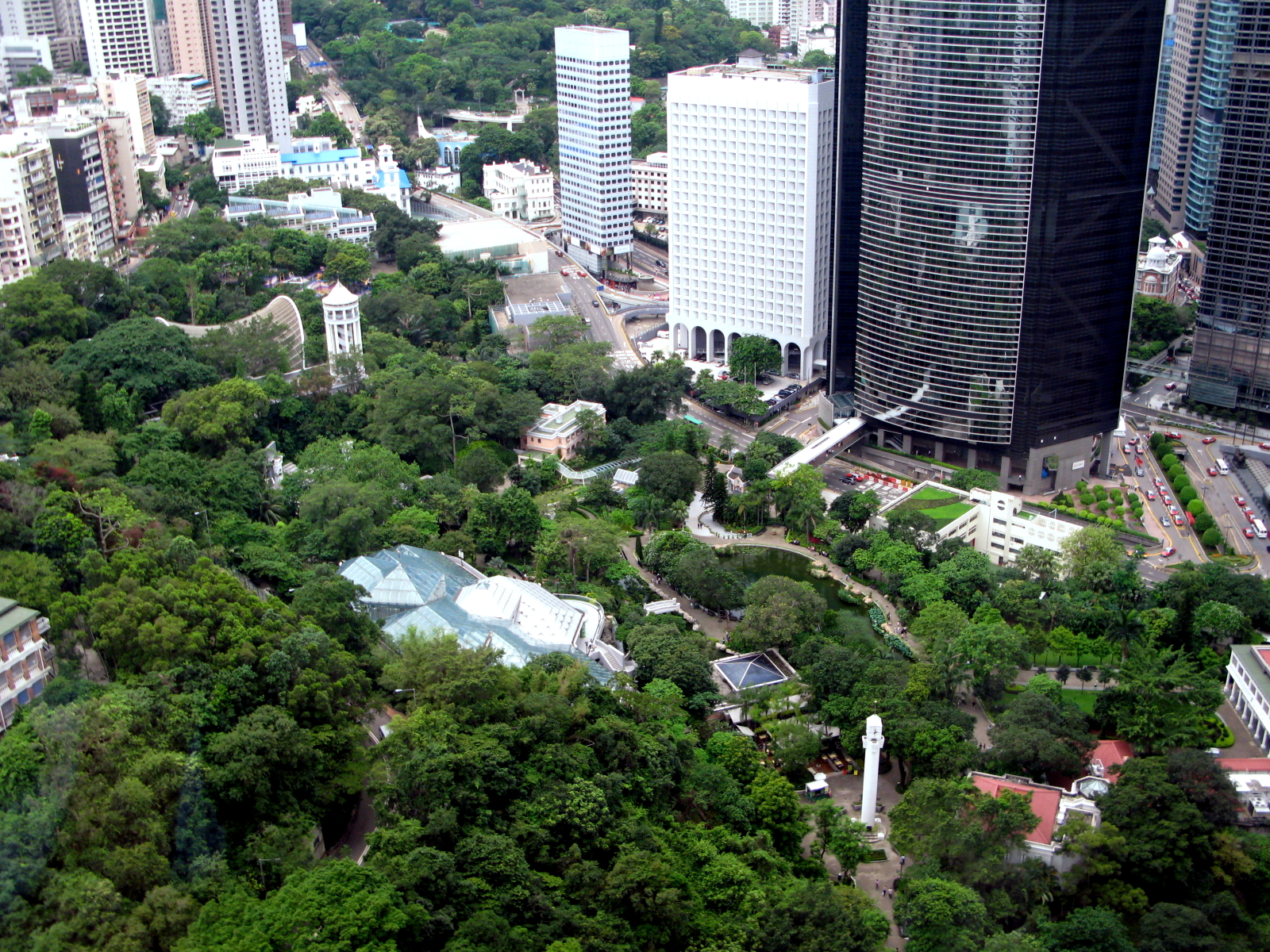
Вид на парк, 2009 рік

Гонконзький парк (англ. Hong Kong Park) — великий громадський парк, розташований в Центральному районі Гонконгу. Названий на ім'я острова Гонконг, до якого територіально відноситься. Площа — вісім гектарів, відкритий для відвідування в травні 1991 року, знаходиться під управлінням Гонконзького департаменту дозвілля і культури. Вартість створення Гонконзького парку склала майже 400 млн доларів. Він гармонійно поєднує в собі сучасний дизайн і об'єкти, вписані в природний ландшафт.
Парк відкрито цілий рік з 6:00 до 23:00, вхід в парк безкоштовний. Парк спроектувала гонконзька архітектурна фірма Wong Tung & Partners, серед інших проектів якої — готелі MGM Macau і One Central в Макао, житловий район Тхайкусін у Гонконзі і діловий комплекс The China World Trade Center в Пекіні. Проект парку включав в себе дизайн різних інноваційних об'єктів, побудованих на схилі пагорба, а також збереження наявної рослинності і деяких колоніальних будівель.
Поряд з Коулунскім парком і парком Вікторія Гонконзький парк входить до трійки найпопулярніших громадських парків Гонконгу серед городян і туристів.

## Історія
В період британського правління на території нинішнього парку розташовувалися казарми, побудовані між 1867 і 1910 роками (тому спочатку місцевість була відома як Кантонмент-Хілл). Частина земель майбутнього парку до 1988 року обіймала початкова школа Глен.

У 1979 році уряд ухвалив рішення, що ділянку колишньої військової бази біля підніжжя пагорба буде використано під будівництво комерційної нерухомості та урядових будівель, а землі, що знаходяться вище по схилу, будуть відведені під парк. Проект загальною вартістю 398 млн гонконзьких доларів спільно фінансували Міська рада Гонконгу і Королівський жокей-клуб. 

У парку збереглося кілька будівель, в тому числі особняк колишнього командувача британським гарнізоном. На території, яку раніше займали тенісні корти офіцерського клубу, сьогодні розташоване штучне озеро з невеликим водоспадом.

## Географія
Гонконзький парк розташовано в південно-східній частині Центрального району Гонконгу, на кордоні з районом Мід-Левелс. З півдня він обмежений вулицею Кеннеді-роуд, з півночі — Коттон-Три-драйв. З південного сходу до парку примикає генеральне консульство Великої Британії і комплекс «Пасифік-плейс», зі сходу — урядова офісна будівля Квінсвей і будівля Верховного суду Гонконгу, з північного сходу — «Ліппі-центр», з півночі — вежа Банку Китаю і «Three Garden Road», із заходу — католицький коледж Святого Йосипа для хлопчиків, з півдня — офіси комісарів міністерства закордонних справ Китайської Народної Республіки в спеціальних адміністративних районах Гонконг і Макао. 

У безпосередній близькості від Гонконзького парку розташовані станції метро Адміралтейство і Центральна, на яких можна сісти на потяги ліній Айленд і Чхюньвань. На жвавих вулицях Кеннеді-роуд і Коттон-Три-драйв знаходяться кілька автобусних зупинок і стоянок таксі, на сусідній вулиці Куінсвей — зупинка трамвая. У західній частині парку розташована нижня станція фунікулера Peak Tram, який з'єднує Центральний район з вершиною піка Вікторія.

## Об'єкти парку
Найпопулярнішим об'єктом Гонконзького парку є Авіарій імені Едварда Юда (1924—1986). Він відкрився для відвідувачів у вересні 1992 року і названий на честь покійного Едварда Юда, який був британським губернатором колонії з 1982 по 1986 рік. Авіарій перетинають пішохідні доріжки, прокладені між деревами над землею. Ці доріжки, доступні навіть для інвалідних колясок.. Біля входу в Авіарій встановлені дисплеї, на яких за допомогою тексту і малюнків відвідувачі можуть ознайомитися зі структурою та екологією тропічного лісу з конкретним посиланням на птахів, що живуть у вольєрі.

У авіарії імені Едварда Юда мешкає близько 600 птахів сімдесяти видів.

На захід від Авіарію знаходиться великий ігровий майданчик, побудований не тільки залучити дітей в активні ігри, але і стимулювати у них уяву і креативність. На площі в тисячу квадратних метрів розташовані шість різнорівневих платформ, застелених безпечним покриттям. Майданчик з гірками, павільйонами і гойдалками знаходиться під постійним відеоспостереженням.

З критих об'єктів в парку розташовані Будинок з флагштоком, в якому розміщується Музей чайного посуду, галерея з чайним рестораном, ресторан кухні фьюжн, консерваторія Гонконзького парку, Центральна пожежна станція, Роулінсон-хаус, Гонконзький центр сквошу, спортивний центр Гонконзького парку і Гонконзький центр образотворчих мистецтв.

## Рослинність
Авіарій імені Едварда Юда, розташований в південній частині Гонконзького парку, розбитий уздовж природної річкової долини на східному схилі піку Вікторія. Серед дерев, висаджених у пташиному вольєрі, — інжир (Ficus carica), бавовник  (Gossypium arboreum), бомбакс капоковий (Bombax ceiba), лумбанг (Aleurites moluccana) і кілька видів пальм. В іншій частині парку зустрічаються пальми, гевеї, їли, фікуси (в тому числі фікус каучуконосний)

## Події і заходи
У 1998 року дизайн Гонконзького парку отримав нагороду від Американського інституту архітекторів. У парку і його структурних підрозділах регулярно проводяться екскурсії для учнів дитячих садків, початкових і середніх шкіл, коледжів, в ході яких дітям і підліткам розповідають про місцеві рослини, птахи, про клімат. По вихідних і святах на алеях поруч з Музеєм чайного посуду діє «куточок мистецтв», в кіосках якого підприємці і художники продають картини, малюнки (в тому числі карикатури і шаржу), фотографії, сувеніри, квіти і кімнатні рослини. Крім того, у вихідні та святкові дні в тихих куточках Гонконзького парку збираються для спілкування філіппінські і індонезійські домогосподарки